# Fronteira Chade–Níger
A fronteira entre Chade e Níger é a linha que limita os territórios do Chade e do Níger. 

## Características
De norte para sul, esta fronteira começa no ponto de tríplice fronteira de ambos os países com a Líbia, no extremo oeste da Faixa de Aouzou e a oeste da região do Tibesti, e termina no ponto similar com a Nigéria, cerca de 100 km a noroeste do Lago Chade.

## História
Nos últimos anos, a fronteira tem recebido atenção renovada devido ao crescimento dos movimentos de refugiados e migrantes, alguns deles organizados por contrabandistas de pessoas profissionais.  A situação foi agravada após a descoberta de ouro na Região de Tibesti do Chade no final da década de 2000 e início de 2010, levando a um grande afluxo de pessoas para a área.  Em 9 de junho de 2018, um confronto entre supostos contrabandistas de pessoas e militares nigerinos resultou na morte de dois soldados nigerinos.  O extremo sul da área de fronteira foi afetado por movimentos de refugiados causados pela contínua insurgência do Boko Haram na vizinha Nigéria. 